# Physalaemus spiniger
Espèce
Synonymes
- Engystomops spinigera Miranda-Ribeiro, 1926

Statut de conservation UICN

 LC  : Préoccupation mineure
Physalaemus spiniger est une espèce d'amphibiens de la famille des Leptodactylidae.

## Répartition
Cette espèce est endémique du Brésil. Elle se rencontre au niveau de la mer de l'Est de l'État de São Paulo au Nord-Est de l'État du Paraná.

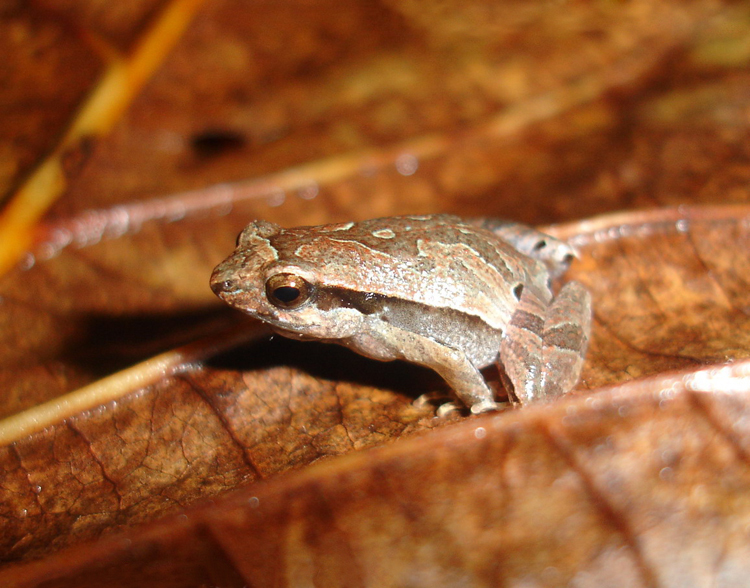
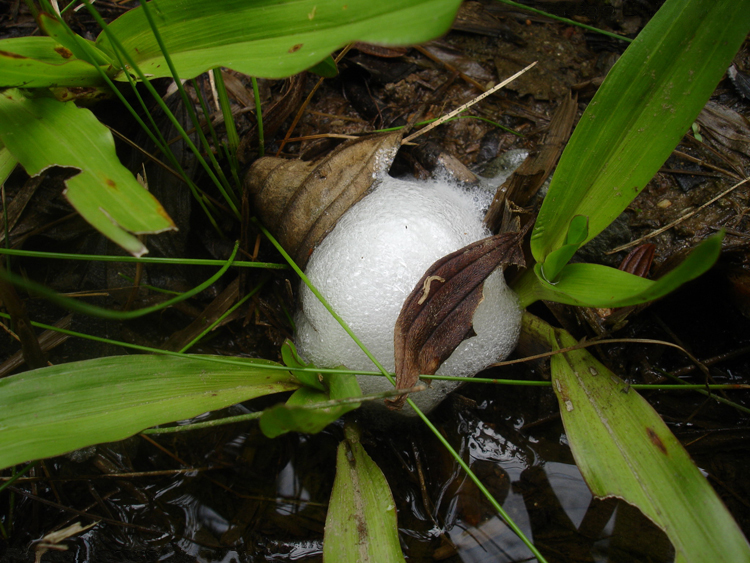
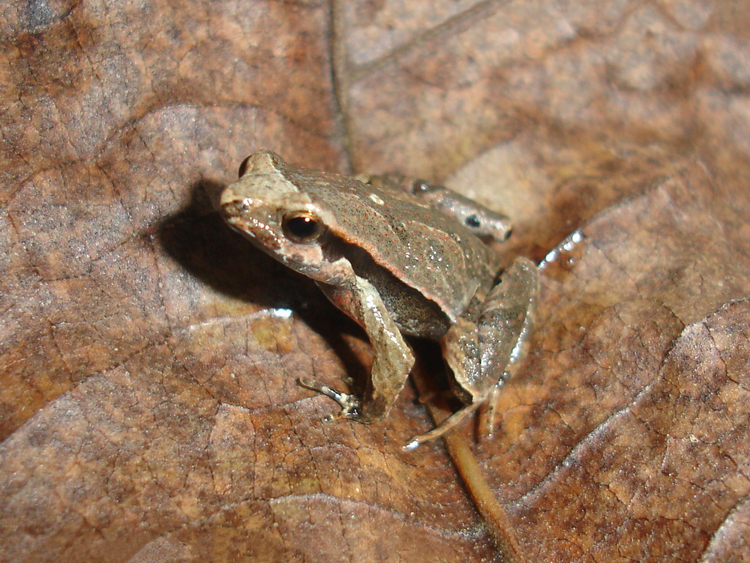

## Publication originale
- Miranda-Ribeiro, 1926 : Notas para servirem ao estudo dos gymnobatrachios (Anura) brasileiros. Arquivos do Museu Nacional, Rio de Janeiro, vol. 27, p. 1-227.